# مارتیم مرسیو دا سیلویرا
مارتیم مرسیو دا سیلویرا (به پرتغالی: Martim Mércio da Silveira) هافبک اهل برزیل است که در شهر باگه (برزیل) و در تاریخ ۲ مارس ۱۹۱۱ به دنیا آمده‌است.
مارتیم مرسیو دا سیلویرا در تیم‌های فوتبال باشگاه فوتبال گوارانی، باشگاه فوتبال بوتافوگو و بوکا جونیورز سابقهٔ حضور دارد.